# Хатха йога
Хáтха йога или още на български често наричана Хáта йога (санскрит हठयोग, също известна като Хатха видя हठविद्या) е вид Йога, клон на Раджа йога, създадена през XV век от мъдреца Йоги Сватмарама и описана от него в съчинението Хатха йога прадипика (прадипика означава буквално „това, което хвърля светлина“). В него Хатха йога е описана като „стълба към висините на Раджа йога“ и в този смисъл тя е предварителна стъпка, ниво. Този вид Йога се фокусира върху пречистване на тялото като средство, водещо до пречистване на съзнанието. Тя е катализатора, пробуждащ двете енергии, ръководещи живота. Това включва система за индивидуална здравна профилактика и комплексно самоусъвършенстване на личността.

## Етимология
Сричката „ха“ означава слънце или жизнената енергия, а „тха“ луна, т.е. Прана и Апана, символизиращи физическата и умствената енергии. Хатха видя, както е също известна, означава науката за Хатха йога. Двете срички „ха“ и „тха“ произнесени заедно означават силен, могъщ, което внася смисъла на усилието, необходимо за прочистване на тялото.

## Асани
Асаните или позите в Хатха йога и въобще в Йога са съзерцателни по същността си и са интуитивно видени от йогите по време на медитация, Кундалини естествено донася тези пози или движения, при дълбока медитация. Смисълът на позите е да отстрани блокажите (и енергийни) в тялото. Физиологично са статични упражнения с малко мускулно натоварване за продължително време и с много разтягане. Условно се делят на нормални и обърнати. Обърнатите асани според йога разменят местата на трите гуни; сатвас (глава), раджас (тяло, туловище) и тамас (зона под диафрагмата), от физиологична гледна точка предизвикват защитна реакция съкращавайки стените на мозъчните кръвоносни съдове, тренирайки ги по този начин (ефект Остроумова—Бейлиса, рус.).
Всички обърнати асани са противопоказни при сърдечни заболявания, високо кръвно, менструален цикъл и т.н.
Сред обърнатите асани за основна се счита сиршасана (стойка на глава, (дев. शीर्षासन, IAST: Śīrṣāsana). Други обърнати са свещ – Сарвангасана (дев. सर्वाङ्गासन, sarvāṅgāsana IAST)
- Халасана (дев. हलासन, halasāsana IAST) – „Хала“ на санскрит означава „плуг“. Наречена „халасана“ в заключително положение на асаната тялото напомня индийски плуг. Рало, Халасана

Древният автор Патанджали класифицира асаните като третото стъпало от осем в практиката на Раджа йога.

## Пранаяма
Думите 'Прана' (жизнена сила) и 'Яма' (удължавам, регулирам) съставят Пранаяма. Пранаяма се опитва да удължи, контролира и регулира дишането. В една от вариациите, речака (издишания въздух), пурака (вдишването) и кумбхака (задържането при нормално вдишване и издишване) са 3-те части на дишането, които биват регулирани. Пранаяма се практикува с цел да развие умствената, физическата и духовната сила. Макар че Пранаяма за начинаещите е относително безвредна, благополучното напредване в Пранаяма изисква ръководството на учител с широки познания.

## Яма и Нияма
Яма е моралното въздържание или правилата за добродетелно и целомъдрено живеене. Десет Ями са посочени в множество писания, включително Хатха Йога Прадипика, съставена от Йоги Сватмарама, докато при Патанджали Ямите са пет, а Ниямите пет при „Йога сутри“.
Традиционните десет ями са:
- Ахимса: Ненасилие. Въздържание от нараняване на всяко живо същество с мисъл, дума или постъпка. Това е още основна яма. Останалите девет са в подкрепа на това изискване.
- Сатя: Истина в думите и мислите (съобразяване с фактите).
- Астея: Да не се краде и взима чуждо, да не се подмамва, съблазнява, да не се влиза в дълг.
- Брахмачария: Божествено поведение, целомъдрие (полово въздържание), безбрачие или вярност в брака.
- Кшама: Търпение, освобождаване на времето, действие сега, в настоящия момент.
- Дхрити: Постоянство, преодоляване на непостоянството, страха и нерешителността; гледане на всяка задача от гледна точка на това да бъде завършена.
- Дая: Състрадание; надвиване на коравосърдечните, безчувствени, груби и жестоки чувства към всички същества.
- Арджава: Честност, прямота, искреност, откровеност, изоставяне и отхвърляне на лъжата, измамата, и грешните постъпки.
- Митахара: Умерен апетит – нито да се яде твърде много, нито твърде малко, да не се консумира месо, ракообразни (мекотели с черупка), птици или яйца.
- Шауча: Чистота, отбягване, въздържане на нечистотата на тялото, ума и речта.

Петте ями на Патанджали са ахимса (ненараняване), сатя (истинност), астея (да не се краде), брахмачариа (въздържание или целомъдрие, непорочност) и aparagriha (въздържание от сребролюбие). Той също посочва пет Ниями или дисциплина, които включват шауча (чистота), самтоша (доволство, задоволство), тапас (аскетизъм), свадхяя (учене, изучаване), и ишвара-пранидхана (преданост към бога).

## Хатха йога извън Индия
Извън изтока Хатха йога се практикува предимно чрез асаните или позите.
Основен популяризатор на хатха йога в България е Венцеслав Евтимов с книгата „Йога“ от 1981. Той започва да се занимава с йога от началото на 1960-те години по здравословни причини, повлиян от книгата на Асен Миланов и Иванка Борисова, а по-късно сам издава популярна книга за йога.